# Liste der Produktionen der Augsburger Puppenkiste
Dies ist eine Zusammenstellung aller Fernseh- und Kinoproduktionen der Augsburger Puppenkiste von 1953 bis heute.

## Filme

### 1950er Jahre
- Peter und der Wolf (s/w, 1953)
- Der kleine Prinz (s/w, 1954, zweimal live gesendet)
- Bällchen Schnellchen (s/w, 1954)
- Der Sängerkrieg der Heidehasen (s/w, 1954)
- (Das Spiel von) Doctor Johannes Faustus (s/w, 1954)
- Peter und der Wolf (s/w, 1954)
- Die Prinzessin auf der Erbse (s/w, 1954)
- Abdallah und sein Esel (s/w, 1954)
- St. Nikolaus in Not (s/w, 1954)
- Die chinesische Nachtigall (s/w, 1954)
- Die Schöne und das Biest (s/w, 1954)
- Das Triptychon von den Heiligen Drei Königen (s/w, 1954)
- Schneewittchen (s/w, 1955)
- Zwerg Nase (s/w, 1955)
- Kabarett im Karneval (s/w, 1955)
- Das Spiel von Don Quichote (s/w, 1955)
- Gullivers Reise nach Liliput (s/w, 1955)
- Peter und der Wolf (s/w, 1955)
- Das Lied der Laute (s/w, 1956)
- Hans im Glück (s/w, 1956)
- Der Sängerkrieg der Heidehasen (s/w, 1956)
- Stars an Fäden (s/w, 1956)
- Das Gespenst von Canterville (s/w, 1956)
- Peter und der Wolf (s/w, 1957)
- Chantecler, der stolze Hahn (s/w, 1957)
- Die Schöne und das Biest (s/w, 1957)
- Die Prinzessin auf der Erbse (s/w, 1957)
- Schneeweißchen und Rosenrot (s/w, 1957)
- Der kleine Muck (s/w, 2 Folgen, 1957)
- Cenodoxus – Doctor von Paris (s/w, 1958)
- Vom Fischer und seiner Frau (s/w, 1958)
- Pepino und sein Esel (s/w, 1958)
- Familie Löffelohr (s/w, 1959)
- Frau Holle (s/w, 1959)
- Wie das Eselchen das Christkind suchte (s/w, 1959)
- Aladin und die Wunderlampe (s/w, 1959)
- Die Muminfamilie (s/w, 1959)

### 1960er Jahre
- Das alte Puppenspiel von Doctor Johannes Faustus (s/w, 1960)
- Sturm im Mumintal (s/w, 1960)
- Jim Knopf und Lukas der Lokomotivführer (s/w, 1961)
- Der kleine Prinz (s/w, 1962)
- So Hi und das weiße Pferd (s/w, 1962)
- Jim Knopf und die Wilde 13 (s/w, 1962)
- Der kleine dicke Ritter (s/w, 1963)
- Kater Mikesch (s/w, 1964)
- Wir warten aufs Christkind (s/w, 1964)
- Der Löwe ist los! (1965)
- Kommt ein Löwe geflogen (1966)
- Der Räuber Hotzenplotz (s/w, 1966)
- Der Wolf und die sieben Geißlein (ital., s/w, 1966)
- Von dem Fischer und seiner Frau (ital., s/w, 1966)
- Die zertanzten Schuhe (ital., s/w, 1966)
- Rumpelstilzchen (ital., s/w, 1966)
- Gut gebrüllt, Löwe! (1967)
- Die Museumsratten (teilweise s/w, 1967–1972)
- St. Nikolaus in Not (ital., s/w, 1967)
- Wie das Eselchen das Christkind suchte (1967)
- Wie das Eselchen das Christkind suchte (ital., s/w, 1967)
- Frau Holle (ital., s/w, 1967)
- Peter und der Wolf (ital., s/w, 1967)
- Bill Bo und seine Kumpane (1968)
- Wir warten aufs Christkind (1968)
- Kleiner König Kalle Wirsch (1969)
- Urmel aus dem Eis (1969)

### 1970er Jahre
- Wir warten aufs Christkind (1970)
- 3:0 für die Bärte (1971)
- Das tapfere Schneiderlein (1973)
- Der kleine Muck (1975)
- Geschichten aus Holleschitz (1976)
- Jim Knopf und Lukas der Lokomotivführer (1977)
- Eine Woche voller Samstage (1977)
- Das kalte Herz (1978)
- Malte Maltzahn machts möglich (1979)
- Wir warten aufs Christkind (1979)

### 1980er Jahre
- Am Samstag kam das Sams zurück (1980)
- So Hi und das weiße Pferd (1981)
- Fünf auf dem Apfelstern (1981)
- Katze mit Hut (1982)[1]
- Wolkenreiter und Sohn (1982)
- Wie der Maulwurf beinahe in der Lotterie gewann (1983)
- Abdallah und sein Esel (1985)
- Die vergessene Tür (1985)
- Schlechte Zeiten für Gespenster (1987)
- Der liebe Herr Teufel (1988)
- Miriams Reise auf dem Mondstrahl (1988)
- Die Wetterorgel (1989)
- Eine kleine Zauberflöte (1989)
- Aladin und die Wunderlampe (2 Folgen, 1989)

### 1990er Jahre
- Was kommt vor im Ofenrohr (2 Folgen, 1990)
  1. Lirumlarum
  2. Ichnicht und Ichschon
- Die Story von Monty Spinnerratz (Kinofilm, 1997)

### Ab 2000
- Lilalu im Schepperland (Spielfilmversion, 2000)
- Die Weihnachtsgeschichte (Kinofilm, 2016)[2]
- Als der Weihnachtsmann vom Himmel fiel (Kinofilm nach dem gleichnamigen Kinderbuch von Cornelia Funke, 2017)
- Geister der Weihnacht (Kinofilm nach A Christmas Carol von Charles Dickens, 2018)

Produktionen des N.W.F.
- Beppo und Beppi 1, 1967–1969
- Beppo und Beppi 2, 1969–1971

## Produktionen des hr
Die Zusammenarbeit zwischen der Augsburger Puppenkiste und dem Hessischen Rundfunk begann nach kurzer Unterbrechung 1959 erneut. Bis einschließlich 1994 wurde nahezu jedes Jahr ein neuer Mehrteiler gedreht, der zur Weihnachtszeit des jeweiligen Jahres gesendet wurde. Seit 2004 erscheinen die Produktionen auf DVD.

### 1950er Jahre
- Die Muminfamilie, 1. Staffel (s/w, 6 Folgen; Produktion: 1959, DVD-Veröffentlichung: 2006)
  1. Der geheimnisvolle Fund
  2. Die Verwandlung
  3. Der Urwald
  4. Der Ausflug
  5. Die Gäste
  6. Das große Fest

### 1960er Jahre
- Die Muminfamilie, 2. Staffel Sturm im Mumintal (s/w, 6 Folgen; Produktion: 1960, DVD-Veröffentlichung: 2006)
  1. Sturm im Mumintal
  2. Das Theater
  3. Emma
  4. Der Wald
  5. Die Generalprobe
  6. Zu Hause
- Jim Knopf und Lukas der Lokomotivführer (s/w, 5 Folgen; Produktion: 1961, DVD-Veröffentlichung: 2006)
  1. Auf Lummerland
  2. In China
  3. Durch die Wüste
  4. Die Drachenstadt
  5. Heimkehr
- Jim Knopf und die Wilde 13 (s/w, 5 Folgen; Produktion: 1962, DVD-Veröffentlichung: 2006)
  1. Der Magnetberg
  2. Das Perpetumobil
  3. Molly
  4. Die Seeschlacht
  5. Jamballa
- Der kleine dicke Ritter Oblong-Fitz-Oblong (s/w, 6 Folgen; Produktion: 1963, DVD-Veröffentlichung: 2004)
  1. Baron Bolligru
  2. Der Drache
  3. Der verzauberte Apfel
  4. Obidiah Hoppelpopp
  5. Neues vom Drachen
  6. Die Schlossbelagerung
- Kater Mikesch (s/w, 6 Folgen, 1964, DVD-Veröffentlichung: 2006)
  1. Ein Kater, der sprechen kann
  2. Der Rahmtopf
  3. Mikesch ist weg
  4. Maunzerle
  5. Zirkus Klutzky
  6. Mikesch kehrt heim
- Der Löwe ist los! (5 Folgen; Produktion: 1965, DVD-Veröffentlichung: 2004)
  1. Der Löwe ist los
  2. Der Sturm
  3. Kakadu in Nöten
  4. Sultan in der Falle
  5. Löwe gut – alles gut
- Kommt ein Löwe geflogen (4 Folgen; Produktion: 1966, DVD-Veröffentlichung: 2004)
  1. Das Krozeppon
  2. Das Rundum-Rummelfest
  3. Drüber und drunter
  4. Das Kaufhaus
- Gut gebrüllt, Löwe (4 Folgen; Produktion: 1967, DVD-Veröffentlichung: 2004)
  1. Die Reise in das ferne Land
  2. Der Zweikampf
  3. Der fliegende Teppich
  4. Das Gespenst
- Bill Bo und seine Kumpane (4 Folgen; Produktion: 1968, DVD-Veröffentlichung: 2004)
  1. Der Plan
  2. Der Angriff
  3. Die List
  4. In der Falle
- Urmel aus dem Eis (4 Folgen; Produktion: 1969, DVD-Veröffentlichung: 2004)
  1. Der Eisberg
  2. Der Schuss
  3. Das Abenteuer
  4. Die Rettung

### 1970er Jahre
1. Kleiner König Kalle Wirsch (4 Folgen; Produktion: 1970, DVD-Veröffentlichung: 2005)
  1. Die Verschwörung
  2. In Gefahr
  3. Die Falle
  4. Der Zweikampf
2. 3:0 für die Bärte (4 Folgen; Produktion: 1971, DVD-Veröffentlichung: 2005)
  1. Der Zauberreifen
  2. Die wundersame Reise
  3. Die Insel des Gelächters
  4. Der böse Sabor
3. Die Steinzeitkinder (4 Folgen; Produktion: 1972, DVD-Veröffentlichung: 2006)
  1. Fahrt nach Ägypten
  2. Urlympische Spiele
  3. Inselreisen
  4. Weltraumabenteuer
4. Don Blech und der goldene Junker (4 Folgen; Produktion: 1973, DVD-Veröffentlichung: 2004)
  1. Hohlkopf und Scheppertonne
  2. Die Didniks
  3. Nassi
  4. Ein Fest
5. Urmel spielt im Schloss (4 Folgen; Produktion: 1974, DVD-Veröffentlichung: 2004)
  1. Naftaline
  2. Zwengelmann
  3. Der tolle Traum
  4. Ausgeträumt
6. Drachen hat nicht jeder (4 Folgen; Produktion: 1975, DVD-Veröffentlichung: 2006)
  1. Drache Horatio Hieronymus
  2. Ein unvergesslicher Schultag
  3. Hieronymus hat das Radio verschluckt
  4. Drachin Irmintrude
7. Jim Knopf und Lukas der Lokomotivführer (4 Folgen; Produktion: 1976, DVD-Veröffentlichung: 2004)
  1. Von Lummerland nach China
  2. Von China in die Wüste
  3. Von der Wüste in die Drachenstadt
  4. Von der Drachenstadt nach Lummerland
8. Jim Knopf und die Wilde 13 (4 Folgen; Produktion: 1977, DVD-Veröffentlichung: 2004)
  1. Von Lummerland zum Magnetberg
  2. Vom Magnetberg in die Wüste
  3. Von der Wüste nach China
  4. Von China nach Jamballa
9. Lord Schmetterhemd (4 Folgen; Produktion: 1978, DVD-Veröffentlichung: 2005)
  1. Besuch aus dem Jenseits
  2. Der große Koyote
  3. Der tödliche Colt
  4. Der Geist des großen Büffels

### 1980er Jahre
- Die Opodeldoks (4 Folgen; Produktion: 1980, DVD-Veröffentlichung: 2006)
  1. Das Land hinter den Bergen
  2. Im Waldland
  3. Die Gockelhöhle
  4. Alte Verwandtschaft
- 5 auf dem Apfelstern (4 Folgen; Produktion: 1981, DVD-Veröffentlichung: 2006)
  1. Planet der Dergln
  2. Der Kugelfischballon
  3. Vorsicht Bratapfel
  4. Der Rotkohlmond
- Katze mit Hut (4 Folgen; Produktion: 1982, DVD-Veröffentlichung: 2004)
  1. Backpflaumenallee 17
  2. Der große Tumult
  3. Schatz im Keller
  4. Die Naturforscher
- Neues von der Katze mit Hut (4 Folgen; Produktion: 1983, DVD-Veröffentlichung: 2007)
  1. Tumult um den Zappergeck
  2. Die Vizekatze
  3. Die Geburtstagsgeschichte
  4. Die große Schläfrigkeit
- Das Tanzbärenmärchen (4 Folgen; Produktion: 1984, DVD-Veröffentlichung: 2009)
  1. Atta und Mumma
  2. Bärenjagd
  3. Wasserschloss
  4. Die große Höhle
- Kater Mikesch (4 Folgen; Produktion: 1985, DVD-Veröffentlichung: 2005)
  1. Ein Kater lernt sprechen
  2. Der Rahmtopf
  3. In die weite Welt
  4. Zirkus Klutzky
- Schlupp vom grünen Stern (4 Folgen; Produktion: 1986, DVD-Veröffentlichung: 2004)
  1. Von Balda nach Terra
  2. Eine sonderbare Erdennacht
  3. Zirkus Lominotti
  4. Der tödliche Auftrag
- Schlupp – Neue Abenteuer auf Terra (4 Folgen; Produktion: 1987, DVD-Veröffentlichung: 2006)
  1. Schlupp erwacht
  2. Sommerfest
  3. Der Werbefilm
  4. Bankraub
- Caruso & Co. (4 Folgen; Produktion: 1989, DVD-Veröffentlichung: 2009)
  1. Schöner Sommer
  2. Die Mumie
  3. Flussfahrt
  4. Theater

### 1990er Jahre
- Der Prinz von Pumpelonien (4 Folgen; Produktion: 1990, DVD-Veröffentlichung: 2006)
  1. Aufregung im Schloss
  2. Drachenalarm
  3. Schimpf und Schande
  4. Der große Knall
- Drei Dschungeldetektive (6 Folgen; Produktion: 1991, DVD-Veröffentlichung: 2006)
  1. Der Kartenklau geht um
  2. Herrn Pandas Heimlichkeiten
  3. Die Wasserschlacht
  4. Das Geheimnis des wandernden Kühlschranks
  5. Zapp ist eine Falle
  6. Drachendiebstahl
- Das Burggespenst Lülü (4 Folgen; Produktion: 1992, DVD-Veröffentlichung: 2005)
  1. Das Turnier
  2. Das Komplott
  3. Der Überfall
  4. Die Befreiung
- Zauberer Schmollo (4 Folgen; Produktion: 1993, DVD-Veröffentlichung: 2007)
  1. Der Unbekannte
  2. Die Suche
  3. In Gefangenschaft
  4. Die Entscheidung
- Der Raub der Mitternachtssonne (4 Folgen; Produktion: 1994, DVD-Veröffentlichung: 2010)
  1. Vier Freunde vom Müll
  2. Sigis Abenteuer
  3. Eine geniale Idee
  4. Der Kampf um die Sonne

## Produktionen als Kurzfilme für dasSandmännchen(ARD-Ausgabe in der Bundesrepublik)
- Hilde, Teddy und Puppi (229 Folgen; Produktion: 1962–1972, DVD-Veröffentlichung von 130 Folgen: 2011)
- Kunibert und Heiner (40 Folgen; Produktion 1962–1965)
- Klecksi’s Abenteuer/Klecksi, der kleine Tintenfisch (50 Folgen; Produktion 1962–1965)
- Pieperle (5 Folgen; Produktion: 1967)
- Beppo und Peppi (100 Folgen; Produktion: 1967–1972, DVD-Veröffentlichung: 2015)
- Hippo und der Süßwasserkarl (26 Folgen; Produktion: 1981/82, DVD-Veröffentlichung: 2015)

## Sonstige Produktionen
Neben den Produktionen des Hessischen Rundfunks entstanden in den 60er- und 70er-Jahren sowie nach dem Ende der Zusammenarbeit 1994 noch weitere Reihen der Augsburger Puppenkiste.

### 1960er Jahre
- Die Museumsratten, 1. Staffel (s/w, 3 Folgen; Produktion: 1965, DVD-Veröffentlichung: 2006)
  1. Im deutschen Lederwarenmuseum Offenbach
  2. Im Verkehrsmuseum Nürnberg
  3. Im Wilhelm Busch-Museum Hannover, im Münchhausen-Museum Bodenwerder und im Till Eulenspiegel-Museum Schöppenstedt
- Die Museumsratten, 2. Staffel (s/w, 3 Folgen; Produktion: 1966, DVD-Veröffentlichung: 2006)
  1. Im Übersee-Museum Bremen
  2. In der Puppentheater-Sammlung der Stadt München
  3. Im Heeresgeschichtlichen Museum Wien
- Die Museumsratten, 3. Staffel (s/w, 1 Folge; Produktion: 1967, DVD-Veröffentlichung: 2006)
  1. Besuch im Musikinstrumentenmuseum Berlin
- Ich wünsch' mir was, 1. Staffel (s/w, 6 Folgen; Produktion: 1968)
- Ich wünsch' mir was, 2. Staffel (s/w, 9 Folgen; Produktion: 1969)

### 1970er Jahre
- Ich wünsch' mir was, 3. Staffel (s/w + Farbe, 23 Folgen; Produktion: 1970)
- Wir Schildbürger (13 Folgen; Produktion: 1972 für Telefilm Saar)
  1. Die Weisen von Schilda
  2. Wie die Schildbürger ein Rathaus bauen
  3. Das Salzkraut
  4. Vom Schweinehirt zum Bürgermeister
  5. Der Besuch des Kaisers
  6. Ein Pelz für die Frau Bürgermeisterin
  7. Wenn ein Schildbürger den Kopf verliert
  8. Die große Wurst
  9. Wo ein Schildbürger das Herz hat
  10. Die versenkte Glocke
  11. Der Fremde mit der Schere
  12. Träume einer Schildbürgerin
  13. Der Maushund
- Die Museumsratten, 4. Staffel (2 Folgen; Produktion: 1972, DVD-Veröffentlichung: 2006)
  1. In Augsburger Museen
  2. Besuch im Deutschen Brotmuseum, Salzmuseum und Edelsteinmuseum
- Natur und Technik, 1. Staffel (1 Folge; Produktion: 1972)
  1. Was ist Luft?
- Natur und Technik, 2. Staffel (4 Folgen; Produktion: 1973)
  1. Warum Schiffe schwimmen
  2. Goldhamster
  3. Nur eine Kerze …
  4. Wie ist das mit dem Telefon?
- Natur und Technik, 3. Staffel (4 Folgen; Produktion: 1974)
  1. Ein Ei
  2. Eis
  3. Das Fahrrad lernt laufen
  4. Gold
- Denk und Dachte (Natur und Technik), 4. Staffel (6 Folgen; Produktion: 1975)
  1. Zooreportage
  2. Uhren messen Zeit
  3. Wo ist der Schnee vom letzten Jahr?
  4. Die Ballonreise
  5. Die Schallplatte
  6. Der Rollmops
- Denk und Dachte, 5. Staffel (3 Folgen; Produktion: 1976)
  1. Schrauben überall
  2. Im Kohlenberg
  3. Abenteuer in Heide und Moor

### 2000er Jahre
- Lilalu im Schepperland, 1. Staffel (6 Folgen; Produktion: 2000)
  1. Dumm gelaufen
  2. Weg wie nix
  3. Gut gezaubert
  4. Fix gereimt
  5. Aber witzig
  6. Ausgetrixt
- Lilalu im Schepperland – Hokuspokus um Lilalu, 2. Staffel (7 Folgen; Produktion: 2001)
  1. Schlaraffia
  2. Im Tal der Nebelfrauen
  3. Die Burg der Zauberer
  4. Angriff der Killerschnecken
  5. Prinz Uloxander
  6. Der letzte Tropfen
  7. Hokus gut, Pokus gut!
- Ralphi – Der Schlaubär aus der Augsburger Puppenkiste (7 Staffeln, insg. 138 Folgen; Produktion: 2004–2009)
- Augusta KASPERLicorum (2004)
- Kabarett der Puppen 2005 (2005)
- Paula und die Kistenkobolde, eine Produktion im Auftrag von Papilio[3] (2005)
- Poesie des Staunens (2 Staffeln à 12 Folgen; Produktion: 2006)
- Augusta Mozarteum – Mit dem Kasperl auf Mozarts Spuren (2006)
- Augusta Familiares (2007)